# باولو تافياني
باولو تافياني (8 نوفمبر 1931 - 29 فبراير 2024)، هو مُخرج سينمائي إيطالي.
توفي في 29 فبراير 2024، عاش ست سنوات بعد وفاة شقيقه المخرج فيتوريو تافياني (توفي عام 2018 عن 88 عامًا)، الذي عمل معه في إخراج كثير من الأفلام التي شكّلت مجد السينما الإيطالية.

## روابط خارجية
باولو تافياني على موقع IMDb (الإنجليزية)
- باولو تافياني على موقع الموسوعة البريطانية (الإنجليزية)
- باولو تافياني على موقع مونزينجر (الألمانية)
- باولو تافياني على موقع قاعدة بيانات الأفلام العربية
- باولو تافياني على موقع ألو سيني (الفرنسية)
- باولو تافياني على موقع أول موفي (الإنجليزية)
- باولو تافياني على موقع قاعدة بيانات الأفلام السويدية (السويدية)
- باولو تافياني على موقع قاعدة بيانات الفيلم (الإنجليزية)
- باولو تافياني على موقع كينوبويسك (الروسية)